# Удальцов, Аркадий Петрович
Аркадий Петрович Удальцов (род. 14 октября 1936, Вологодская область) — советский, российский журналист. Главный редактор изданий «Московский Комсомолец», «Литературная газета».

## Биография
Родился в деревне Варнакушка Вологодской области. Окончил факультет электронной техники Московского энергетического института, после этого работал инженером в ЦАГИ в городе Жуковском; был избран секретарём горкома комсомола г. Жуковского. Первую статью опубликовал в журнале «Комсомольская жизнь», после чего начал публиковаться в газете «Комсомольская правда» и журнале «Молодой коммунист».
В марте 1968 году получил должность главного редактора газеты «Московский комсомолец», которую занимал по апрель 1974 года.
По приглашению Александра Чаковского перешёл на должность его заместителя в «Литературную газету», где стал курировать «вторую тетрадку» — раздел газеты, посвящённый общественно-политическим темам.